# Lưỡng tính sóng–hạt
Lưỡng tính sóng–hạt là một thuộc tính cơ bản của vật chất, thể hiện ở điểm mọi đối tượng vật chất di chuyển trong không gian đều có tính chất như là sự lan truyền của sóng tương ứng với vật chất đó, đồng thời cũng có tính chất của các hạt chuyển động.
Là một khái niệm trung tâm của cơ học lượng tử, lưỡng tính sóng-hạt nhấn mạnh sự thiếu sót của các khái niệm cổ điển như "sóng" và "hạt" trong việc mô tả đầy đủ hành trạng của các thực thể vật chất ở các thang nguyên tử (nguyên tử và phân tử) và hạ nguyên tử (hạt nhân, proton, electron, photon...).
Những luận giải chính thống về cơ học lượng tử giải thích điều dường như là một nghịch lý này như là một thuộc tính cơ bản của toàn bộ vật chất trong Vũ trụ, trong khi các luận giải khác giải thích lưỡng tính sóng-hạt như là một hệ quả xuất hiện do những hạn chế khác nhau của người quan sát.

## Lịch sử nghiên cứu
Lưỡng tính sóng–hạt là một thuộc tính cơ bản của vật chất, thể hiện ở điểm mọi đối tượng vật chất di chuyển trong không gian đều có tính chất như là sự lan truyền của sóng tương ứng với vật chất đó, đồng thời cũng có tính chất của các hạt chuyển động. Là một khái niệm trung tâm của cơ học lượng tử, lưỡng tính sóng-hạt nhấn mạnh sự thiếu sót của các khái niệm cổ điển như "sóng" và "hạt" trong việc mô tả đầy đủ hành trạng của các thực thể vật chất ở các thang nguyên tử (nguyên tử và phân tử) và hạt nguyên tử (hạt nhân, proton, electron, photon...). Những luận giải chính thống về cơ học lượng tử giải thích điều dường như là một nghịch lý này như là một thuộc tính cơ bản của toàn bộ vật chất trong Vũ trụ, trong khi các luận giải khác giải thích lưỡng tính sóng-hạt như là một hệ quả xuất hiện do những hạn chế khác nhau của người quan sát.

## Bản chất
Cụ thể, nếu một vật chất chuyển động giống như một hạt với động lượng p thì sự di chuyển của nó cũng giống như sự lan truyền của một sóng với bước sóng λ là:
{\displaystyle \lambda ={\frac {h}{p}}}
với:
- h là hằng số Planck

Công thức nêu trên là công thức de Broglie, được đề xuất bởi nhà vật lý người Pháp Louis de Broglie vào năm 1924, mở rộng ý tưởng trước đó của Albert Einstein về sự tồn tại của các quang tử, và là thành quả nhận thức của loài người sau 4 thế kỷ tranh luận giữa trường phái lý thuyết sóng khởi xướng bởi Christiaan Huygens và trường phái hạt khởi xướng bởi Isaac Newton. Bước sóng trong công thức nêu trên còn được gọi là bước sóng de Broglie.
Vì hằng số Planck có giá trị rất nhỏ, tính chất sóng của vật chất chỉ thể hiện rõ với các hạt có động lượng rất bé, cụ thể là các hạt cơ bản như điện tử, photon, phonon,... Các vật thể trong đời sống thường ngày có bước sóng quá nhỏ và hầu như không thể quan sát được tính chất sóng của chúng.

## Quá trình tìm ra công thứcλ=h/p{\displaystyle \lambda =h/p}
De Broglie đã đưa 2 phương trình của Einstein về năng lượng và vật chất E = mc² và của Max Planck về tính chất của sóng là E = hf với f là tần số
Công thức Einstein:
{\displaystyle E=mC^{2}=(m\times C)C=pC}
Công thức Planck:
{\displaystyle E=hf}
Từ 2 công thức trên, ta thấy:
{\displaystyle E=pC=hf}
{\displaystyle E=pC=h{\frac {C}{\lambda }}}
{\displaystyle \lambda ={\frac {h}{p}}}